# Erhard Müller (Politiker, 1906)

Erhard Müller

Erhard Müller (* 17. November 1906 in Nürnberg; † 1. April 1969 in Rosenheim) war ein deutscher Politiker (NSDAP) und SS-Führer.

## Leben und Wirken
Nach dem Besuch der Volksschule wurde Müller Versicherungsbeamter. Später war er ein Jahr im Bankfach tätig. Zum 21. September 1925 trat er der NSDAP bei (Mitgliedsnummer 19.100) und schloss sich im selben Jahr auch der SS an (SS-Nummer 70). Von 1926 bis 1938 verdiente er seinen Lebensunterhalt als Büchereiverwalter an der Industrie- und Handelskammer in Nürnberg.
Am 20. April 1933 wurde Müller zum hauptamtlichen SS-Führer und Führer der 57. SS-Standarte Schleusingen in Thüringen ernannt. Am 16. März 1935 folgte die Ernennung zum Führer der 69. SS-Standarte in Hagen in Westfalen.
Vom 10. März 1933 bis zum 19. April 1933 amtierte Müller als Sonderkommissar der Obersten SA-Führung beim Bezirksamt Lauf. Nachdem er 1934 zeitweise als Ratsherr in Schleusingen fungiert hatte, wurde er am 12. Oktober 1935 zum Ratsherrn der Stadt Hagen ernannt.
Vom 29. März 1936 bis zum Mai 1938 saß Müller als Abgeordneter im nationalsozialistischen Reichstag, in dem er den Wahlkreis 18 (Westfalen Süd) vertrat.
Am 9. November 1943 erfolgte seine Beförderung zum SS-Brigadeführer.
Als Kaufmann und später Handelsvertreter kandidierte er auf der Landesliste Bayern für die DP erfolglos zu den Bundestagswahlen 1953 und 1957.